# 10223 Zashikiwarashi
A 10223 Zashikiwarashi (ideiglenes jelöléssel 1997 UD11) a Naprendszer kisbolygóövében található aszteroida. Urata Takesi fedezte fel 1997. október 31-én.